# Gøtu Ítróttarfelag
Gøtu Ítróttarfelag, ofta förkortat GÍ eller GÍ Gøtu var en fotbollsklubb från Gøta på Färöarna bildad 1926.
Klubben hade sin hemvist i Gøta kommun som har en befolkning som uppgår till cirka 1 000 personer. Klubben spelade fotboll i Färöarnas högsta division.
I januari 2008 gick klubben samman med Leirvík ÍF för att bilda Víkingur.

## Meriter
- Ligamästare: 1983, 1986, 1993, 1994, 1995, 1996
- Cupmästare: 1983, 1985, 1996, 1997, 2000, 2005